# راگوسا

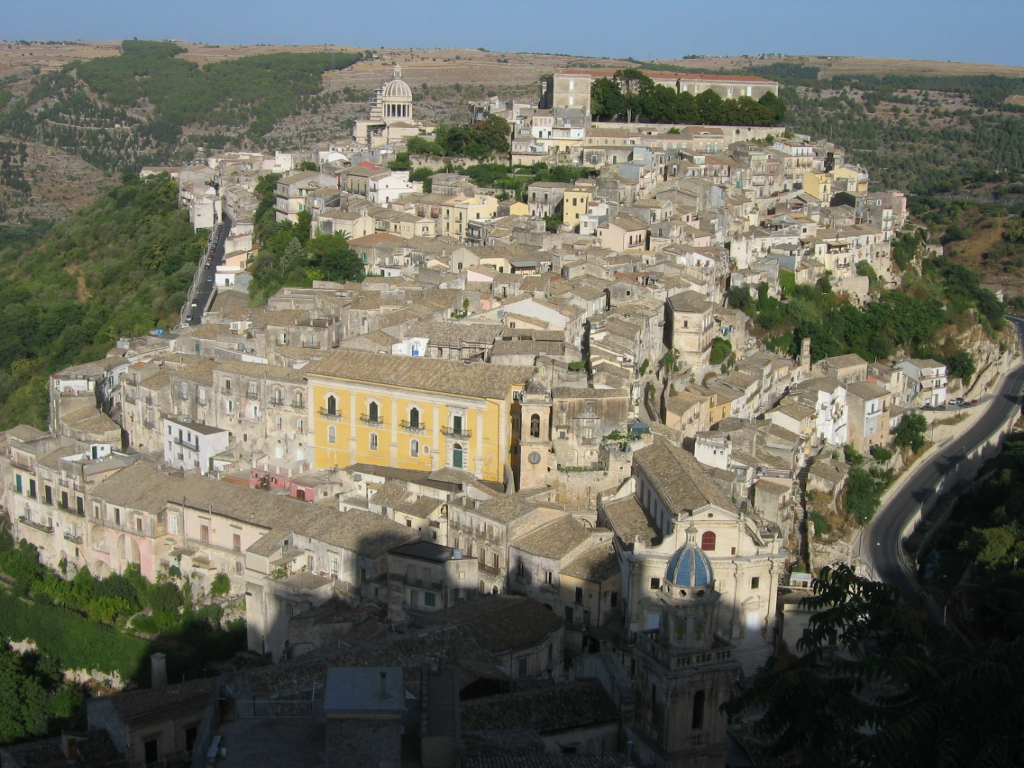
راگوسا.

راگوسا (به سیسیلی: Ragusa) یکی از شهرهای جزیرهٔ سیسیل در جنوب ایتالیا و مرکز استان راگوسا است. این شهر با حدود ۷۵٬۰۰۰ نفر جمعیت بر روی تپه‌ای آهکی و در بین دو درهٔ عمیق قرار گرفته‌است.
اقتصاد راگوسا وابسته به باغبانی، صنایع سبک، کبریت‌سازی، کشاورزی، گردشگری و میدان نفتی کوچک است. این شهر به همراه شهرهای پیرامونش از سوی سازمان ملل متحد به‌عنوان میراث جهانی یونسکو شناخته شده‌است.

## نگارخانه

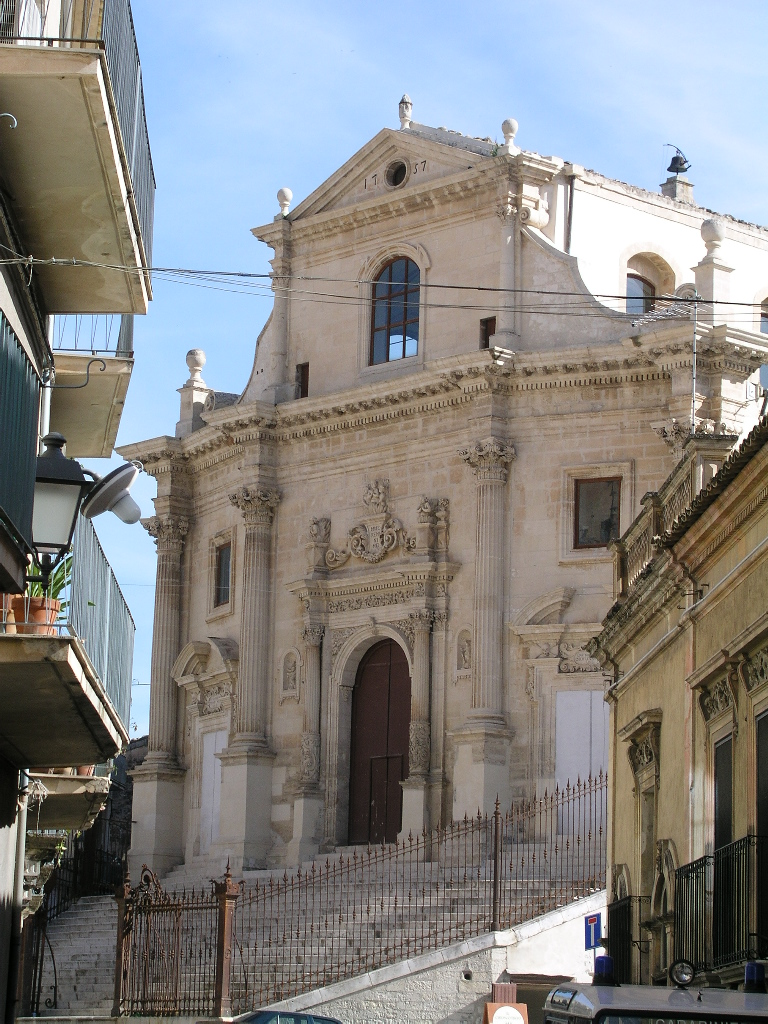
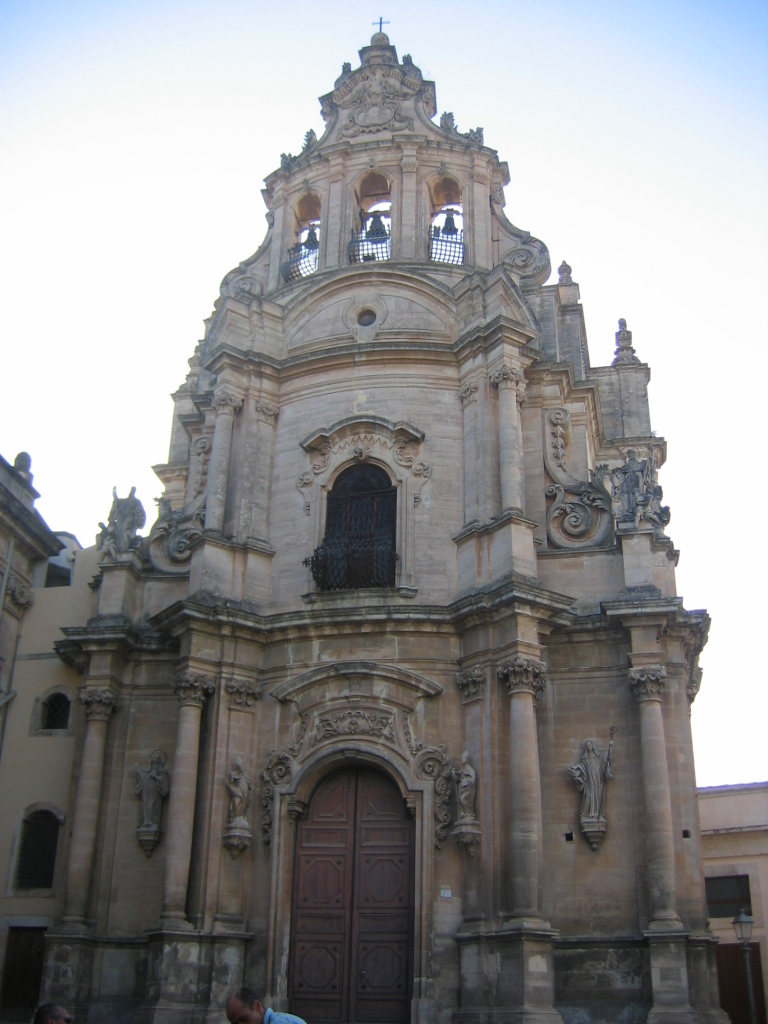
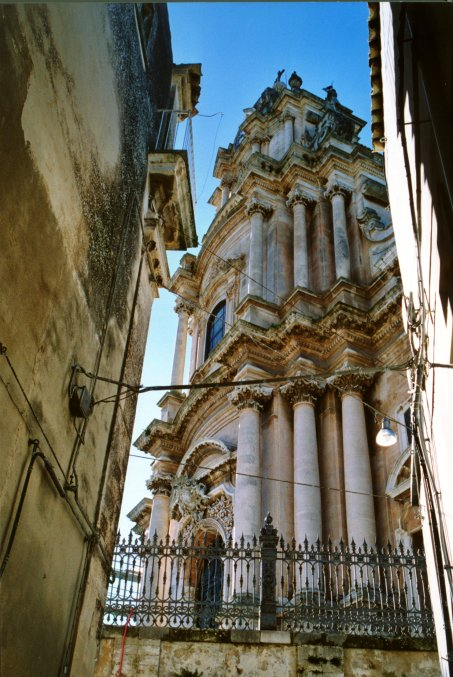
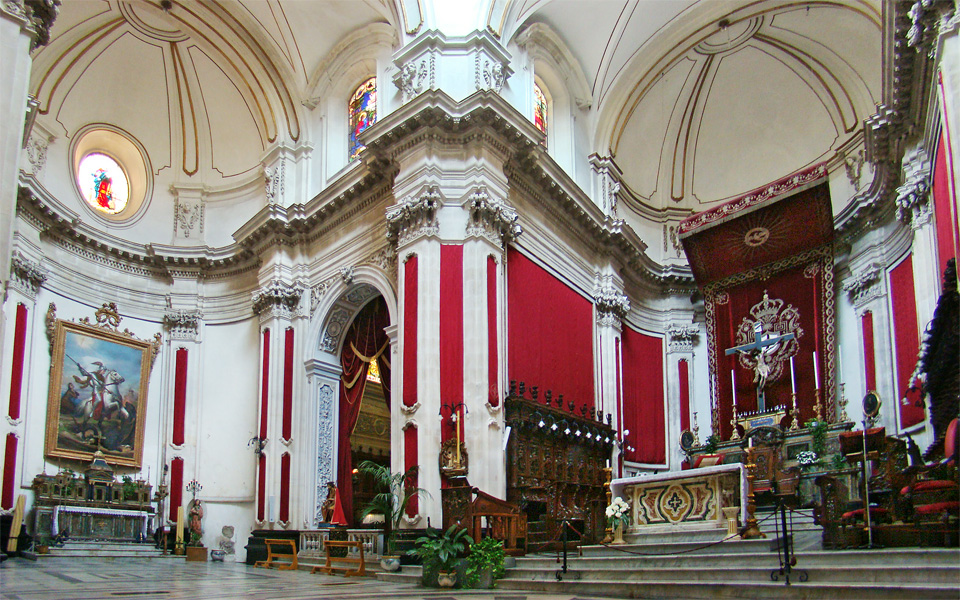